# Hyndburn
Hyndburn es un distrito no metropolitano con el estatus de municipio, ubicado en el condado de Lancashire (Inglaterra). Fue constituido el 1 de abril de 1974 bajo la Ley de Gobierno Local de 1972 como una fusión del antiguo municipio de Accrington, los distritos urbanos de Church, Clayton-le-Moors, Great Harwood, Oswaldtwistle y Rishton y parte del distrito rural de Burnley. Según el censo de 2001 realizado por la Oficina Nacional de Estadística británica, Hyndburn tiene 72,99 km² de superficie y 81 496 habitantes.